# Kwanzaa
Kwanzaa är en högtid som firas sedan årsskiftet 1966–1967, huvudsakligen av afroamerikaner i USA. Kwanzaa infaller den 26 december till den 1 januari. Högtiden grundades av den amerikanske rättighetsaktivisten Maulana Karenga(en) (även känd som Ron Karenga). Festens namn kommer ursprungligen från språket swahilis matunda ya kwanza, som betyder första frukterna. Festivaler tillägnade de första frukterna firas på olika håll i södra Afrika i december/januari i samband med vintersolståndet, Karenga inspirerades av en festival hos zulufolket, Umkhosi Wokweshwama. Kwanzaa stavas med ett extra "a" för att man av symboliska skäl ville få sju bokstäver i högtidens namn. 

## Grundregler
- Självbestämmande
- Enhet
- Kreativitet
- Kollektiv arbete och ansvar
- Mål
- Tro
- Kooperativ ekonomi